# Брјан (Венеција)
Брјан (итал. Brian) је насеље у Италији у округу Венеција, региону Венето.
Према процени из 2011. у насељу је живело 326 становника. Насеље се налази на надморској висини од -2 м.